# Пройтешть
Пройтешть, Пройтешті (рум. Proitești) — село у повіті Мехедінць в Румунії. Входить до складу комуни Поноареле.
Село розташоване на відстані 273 км на захід від Бухареста, 37 км на північ від Дробета-Турну-Северина, 145 км на південний схід від Тімішоари, 112 км на північний захід від Крайови.

## Населення
За даними перепису населення 2002 року у селі проживали 128 осіб, усі — румуни. Усі жителі села рідною мовою назвали румунську.